# 岸和田市立光陽中学校
岸和田市立光陽中学校（きしわだしりつ こうようちゅうがっこう）は、大阪府岸和田市藤井町三丁目にある公立中学校。

## 概要
岸和田市で最初の中学校の一つとして、1947年の学制改革と同時に創立した。当初は「岸和田市立第二中学校」の名称だったが、岸和田市立中学校に番号順の校名ではなく地名などを取り入れた名称に変更する方針が出されたことに伴い、1949年に現在の校名に改称している。
校名の「光陽」は、当時の校区にあった小学校、東光小学校と朝陽小学校の2校から一文字ずつとって命名された。

## 沿革
- 1947年
  - 4月1日 - 岸和田市立第二中学校として開校。
  - 4月21日 - 開校式を実施。この日を創立記念日とする。
- 1949年
  - 3月31日 - 岸和田市立第三中学校の廃校に伴い、従来の同校校区の一部を編入。
  - 5月9日 - 岸和田市立光陽中学校に改称。
- 1980年4月1日 - 岸和田市立桜台中学校の開校に伴い、一部生徒が同校に転出。当時約1,500名居た生徒数が約1,200名になる。
- 1987年 - 岸和田市立野村中学校の開校に伴い、一部生徒が同校に転出。

## 通学区域
- 岸和田市立東光小学校の通学区域。
- 岸和田市立大宮小学校の通学区域の一部。

## 交通
- 南海本線 岸和田駅 北へ約1km。
- 南海本線 和泉大宮駅 南西へ約800m。
- 阪和線 下松駅 西へ約1.5km。